# تظاهرات ضد جنگ ۲۰۱۴ در روسیه
تظاهرات ضد جنگ ۲۰۱۴ در روسیه  مجموعه ای از تظاهرات ضد جنگ در مخالفت با دست‌اندازی نظامی روسیه در اوکراین است که در سال ۲۰۱۴ در روسیه برگزار شد.معترضان در ۲ و ۱۵ مارس ۲۰۱۴ دو گردهمایی اعتراضی ضد جنگ برگزار کردند. دومی، معروف به راهپیمایی صلح (روسی: Марш Мира مارش میرا) یک روز پیش از همه‌پرسی کریمه در مسکو برگزار شد. این تظاهرات بزرگترین اعتراضات در روسیه از زمان تظاهرات ۲۰۱۱–۲۰۱۳ روسیه توسط مخالفان (اپوزیسیون) روسیه علیه تقلب انتخاباتی بوده‌است. رویترز گزارش داد که حدود ۲۰۰۰۰ نفر در تظاهرات ۱۵ مارس شرکت کردند.

## نامه سرگشاده دانشمندان روسی
در ۱۹ مارس ۲۰۱۴، گروهی از دانشمندان روسی نامه ای سرگشاده به وزارت ارتباطات روسیه را منتشر کردند. در این نامه از وزارتخانه خواسته شد تا برنامه‌های تلویزیونی دمیتری کیسلف را برای نشانه‌هایی از افراط گرایی و نفرت‌پراکنی قومی بررسی کند.

## پیوندهای بیرونی
- راهپیمایی سازش در مسکو (نسخه کامل)
- راهپیمایی سازش در مسکو
- راهپیمایی سازش در مسکو

### مقاله‌ها
- هزاران نفر در راهپیمایی ضدجنگ شرکت کردند
- بحران اوکراین بزرگترین تظاهرات ضد پوتین روسیه را در دو سال اخیر به راه انداخت
- مردم مسکو علیه سیاست‌های کریمه پوتین راهپیمایی می‌کنند
- هزاران نفر در تجمع اعتراضی پوتین در مسکو شرکت کردند
- تظاهرات ده‌ها هزار نفری در روسیه و اوکراین در آستانه همه‌پرسی